# Природный и культурно-исторический район Котор
Природный и культурно-исторический район Котор (черног.  Природни и културно-историјски регион Котора) — объект Всемирного наследия ЮНЕСКО, расположенный в Черногории и включённый в список в 1979 году. В его состав входят старый город Котора (итал. Cattaro), оборонительные сооружения Котора и окружающий район внутреннего Которского залива.
Как отмечено в описании ЮНЕСКО, «в Средние века эта естественная гавань на Адриатическом побережье в Черногории была важным художественным и торговым центром с известными школами каменщиков и иконописцев».

## Описание

### Старый город Котора
Старый город Котора расположен в городских стенах, хорошо сохранился и имеет восстановленный средневековый городской пейзаж с примечательными зданиями, включая католический кафедральный собор Святого Трифона (построен в 1166 году).

### Оборонительные сооружения Котора
Укрепления состоят из системы оборонительных военных сооружений для защиты средневекового города Котора. К ним относятся городские стены с воротами и бастионами, валами, которые поднимаются на гору Святого Иоанна, замок святого Иоанна (San Giovanni) и сооружения поддержки. Хотя некоторые объекты восходят к римским и византийским временам, большая часть укреплений возведена в период Венецианской республики; позже были сделаны некоторые модификации австрийцами. Укрепления являются важнейшим аспектом Всемирного наследия.

### Район Котор
Район, входящий во Всемирное наследие, включает внутреннюю бухту Котора (мимо пролива Вериге) с окружающими горами, а также городами Рисан и Пераст. Также частью Всемирного наследия ЮНЕСКО являются островки Святого Георгия (Sveti Đorđe) и Богородицы на Скале (Gospa od Škrpijela).

## Сохранение
Котор был сильно повреждён во время землетрясения в Черногории 15 апреля 1979 года, и это привело к тому, что природный и культурно-исторический район Котор был внесён в Список всемирного наследия, находящегося под угрозой в 1979 году. После значительного восстановления города объект был исключён из этого списка в 2003 году.
Данный объект Всемирного наследия сталкивается с различными проблемами. Природные опасности, такие как эрозия и землетрясения, представляют для него постоянную угрозу. Однако более острой проблемой является влияние человеческой деятельности. В докладе ЮНЕСКО отмечалось, что развитие городов несовместимо с целями сохранения объекта.